# Фридрих II фон Шварценберг
Фридрих II фон Шварценберг (на немски: Friedrich II von Schwarzenberg; * 28 април 1540; † 19 януари 1570/1572) е граф на Шварценберг-Хоенландсберг.

## Живот
Той е вторият син на фрайхер Фридрих фон Шварценберг (1498 – 1561) и третата му съпруга Анна фон Йотинген-Йотинген († 1549), дъщеря на граф Лудвиг XV фон Йотинген-Йотинген (1486 – 1557) и графиня Мария Салома фон Хоенцолерн (1488 – 1548), дъщеря на граф Айтел Фридрих II фон Хоенцолерн (1452 – 1512) и Магдалена фон Бранденбург (1460 – 1496). По-големият му брат Албрехт фон Шварценберг (* 29 януари 1539; † 30 ноември 1563) е убит при Юстад. Полубрат е на Йохан III фон Шварценберг († 1588), граф на Шварценберг, и на Паул фон Шварценберг (* 1530; † 1572).
Фридрих II се жени на 1 март 1568 г. в Гера за Сабина фон Ройс-Плауен (* 1532; † 14 юни 1619, Цвикау), дъщеря на Хайнрих XIV Ройс цу Грайц-Кранихфелд († 1572) и Барбара фон Меч (1507 – 1580). Бракът е бездетен.
След измирането на рицарите фон Зайнсхайм-Вестерндорф, граф Фридрих фон Шварценберг построява през 1555 г. дворец Весерндорф върху останките на по-стар замък.
Фридрих II фон Шварценберг-Хоенландсберг умира на 19 януари 1570 г. на 29 години и е погребан във Весерндорф (днес в Зайнсхайм, Бавария).